# 常普請
常普請（じょうぶし）は、愛知県小牧市の町名。現行行政地名は常普請一丁目から三丁目。

## 地理
小牧市西部に位置し、東は小牧四丁目・桜井・桜井本町、西は堀の内四丁目・外堀一丁目、南は郷中一丁目、北は小牧五丁目に接する。

## 世帯数と人口
2024年（令和6年）2月1日現在の世帯数と人口は以下の通りである。
| 町・丁目     | 世帯数  | 人口  |
| ------------ | ------- | ----- |
| 常普請一丁目 | 368世帯 | 778人 |
| 常普請二丁目 | 367世帯 | 808人 |
| 常普請三丁目 | 344世帯 | 648人 |

## 学区
市立小・中学校に通う場合、学区は以下の通りとなる。
| 町丁         | 小学校               | 中学校             |
| ------------ | -------------------- | ------------------ |
| 常普請一丁目 | 小牧市立小牧南小学校 | 小牧市立小牧中学校 |
| 常普請二丁目 | 小牧市立小牧南小学校 | 小牧市立小牧中学校 |
| 常普請三丁目 | 小牧市立小牧南小学校 | 小牧市立小牧中学校 |

## 歴史

### 沿革
- 1986年（昭和61年）11月22日 - 大字市之久田・北外山・小牧の各一部より、常普請一丁目～三丁目が成立[7][8]。
- 1988年（昭和63年）2月1日 - 二丁目の一部が小牧四丁目となる[7][9]。

## 施設
- 小牧市民病院
- 小牧市保健センター
- 小牧市休日急病診療所
- 妙法寺

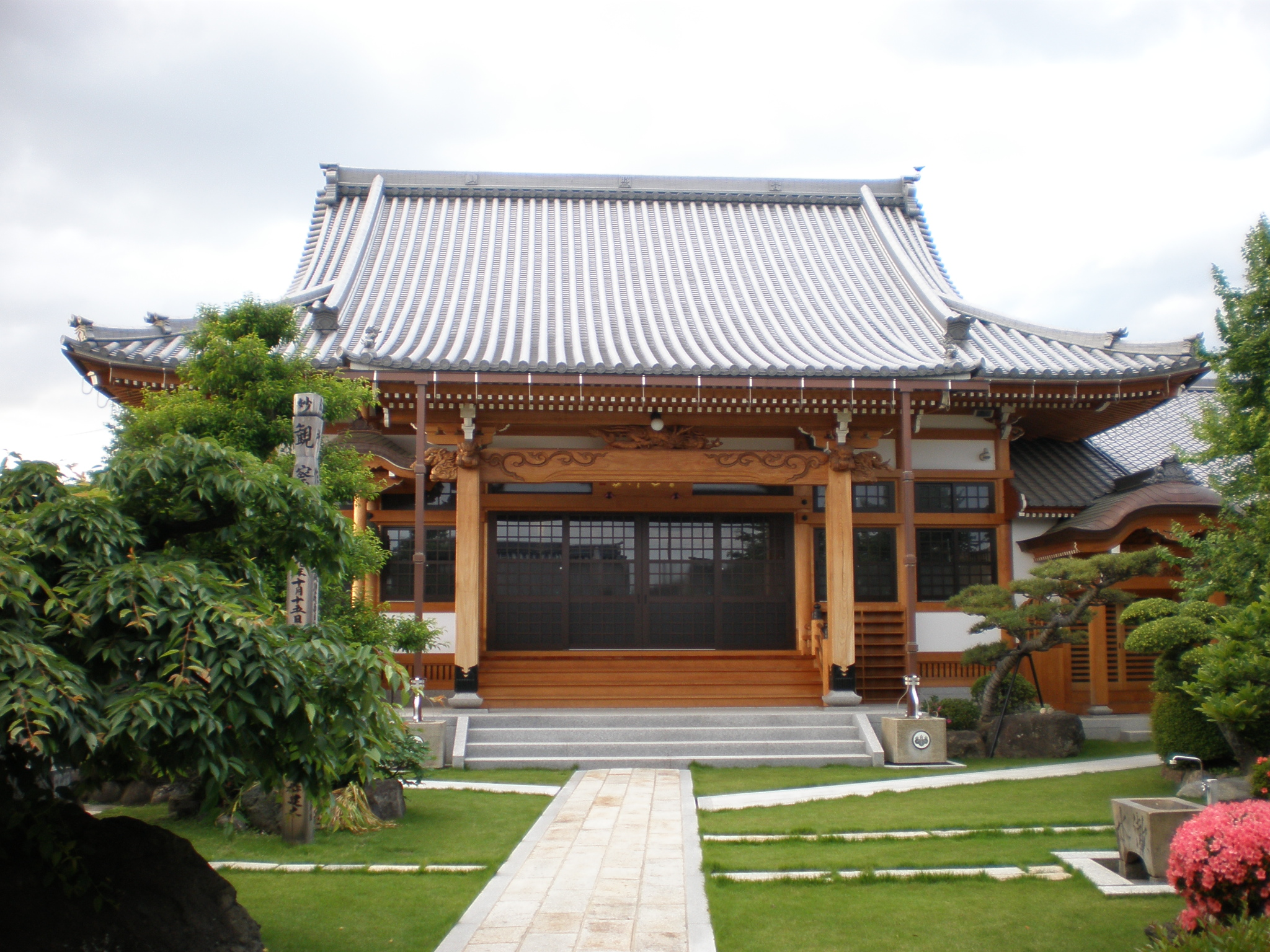
本光寺
- 常普請出世天満宮
- カトリック小牧教会
- 常普請公園
- 若宮公園
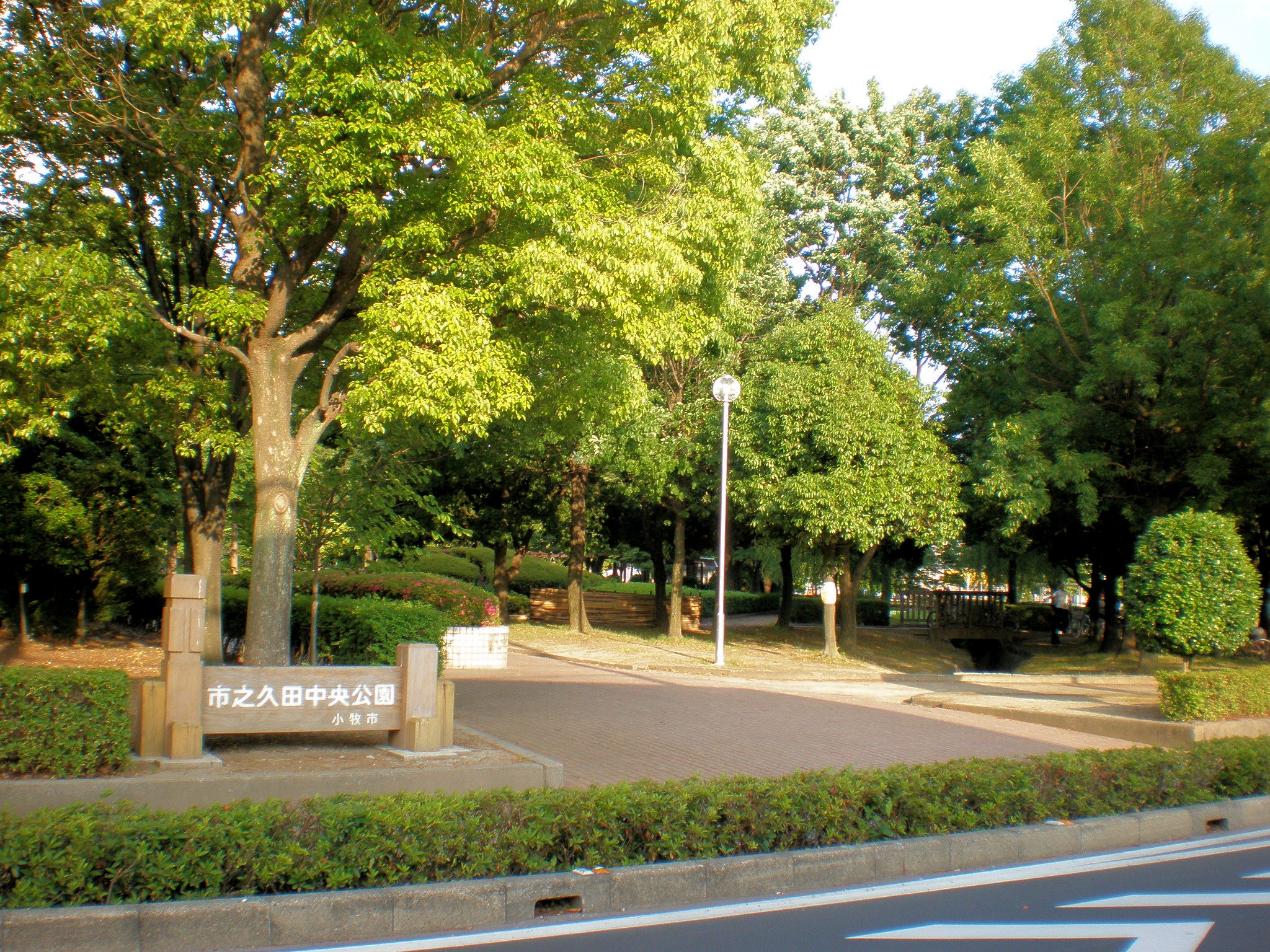
市之久田中央公園
- 中島スポーツ広場

- 本光寺
- 市之久田中央公園

## その他

### 日本郵便
- 郵便番号 : 485-0044[2]（集配局：小牧郵便局[10]）。